# Hegyi karibu
A hegyi karibu (Rangifer tarandus groenlandicus) az emlősök (Mammalia) osztályának párosujjú patások (Artiodactyla) rendjébe, ezen belül a szarvasfélék (Cervidae) családjába tartozó rénszarvas (Rangifer tarandus) egyik észak-amerikai alfaja.

## Előfordulása
A hegyi karibu előfordulási területe a kanadai Nunavut és Északnyugati területek, valamint a grönlandi Kitaa térség. Egyes rendszerezők az Alaszkában élő Grant karibut (Rangifer tarandus granti) is ehhez a alfajhoz sorolják.

## Megjelenése
Közepes termetű, és kisebb valamint világosabb, mint az erdei karibu (Rangifer tarandus caribou). A suta körülbelül 90 kilogrammos, míg a bika általában 150 kilogrammot nyom. Egyes szigeti példányai ezeknél kisebbek lehetnek. Mindkét nemnek van agancsa. Nyáron a színezete barna; télire kivilágosodik. A nyaka és a tükre általában krémes-fehérek.

## Életmódja
A táplálékát elsősorban a zuzmók alkotják, de étrendjét kiegészíti palkafélékkel, egyéb füvekkel, gombákkal, faágakkal és partra sodródott moszatokkal. Néha megfigyelték amint sót nyal vagy agancsot rág; ha alkalma adódik, akkor apró állatok tetemeit és madártojást is fogyaszt. A kontinensen több ezer fős csordákban is vándorolhat, a szigeteken viszont a csordái alig 50 fősek. A vándorlásai során, egy évszakban akár 1200 kilométert is megtehet. Az ember mellett a legfőbb ellensége a sarki farkas (Canis lupus arctos).

## Szaporodása
A párzási időszaka ősszel, míg az ellési június végén - júliusban van. A suta évente csak egy borjúnak ad életet. Az elléshez elhagyja a csordát.

## Képek

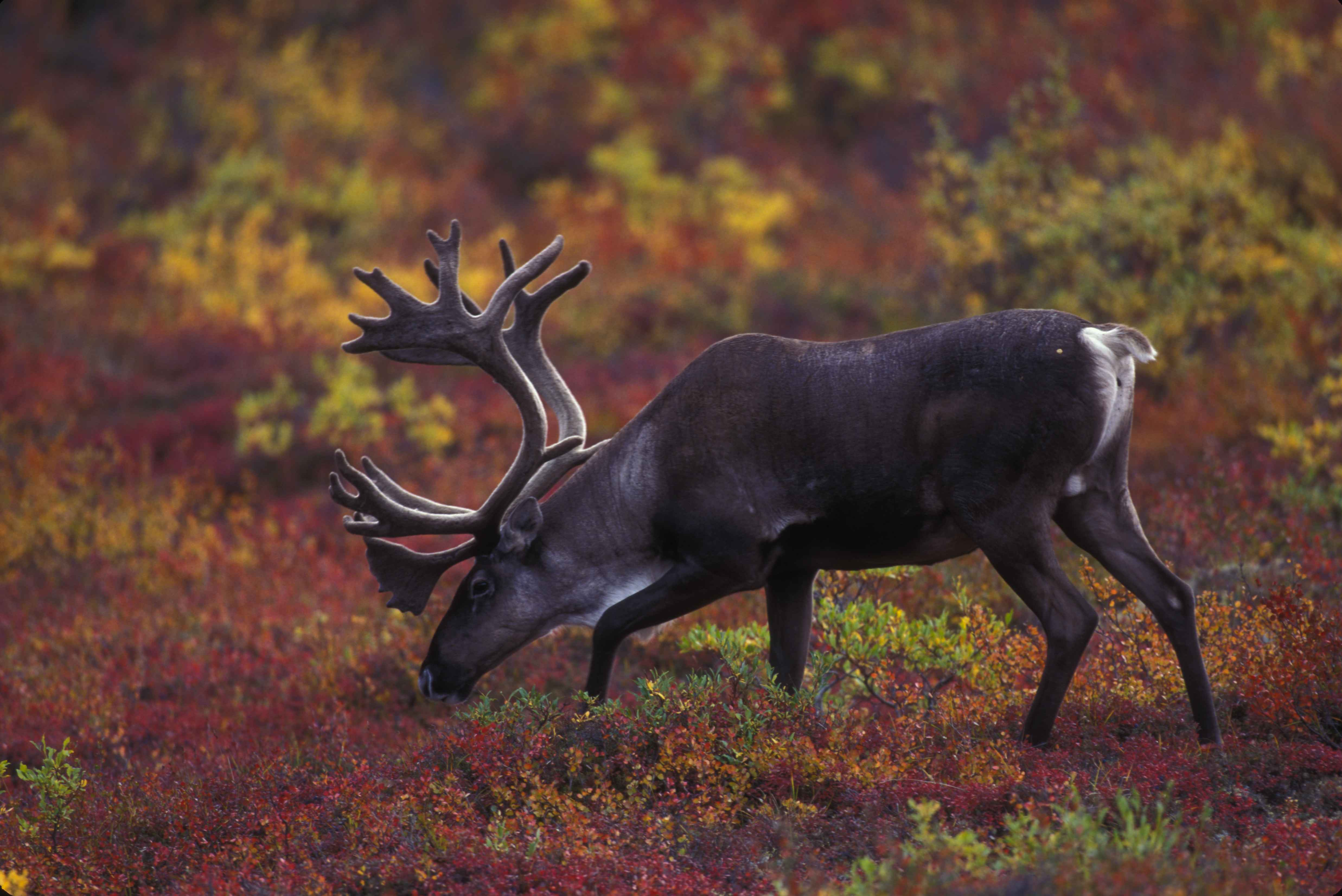
Kifejlett bika ősszel
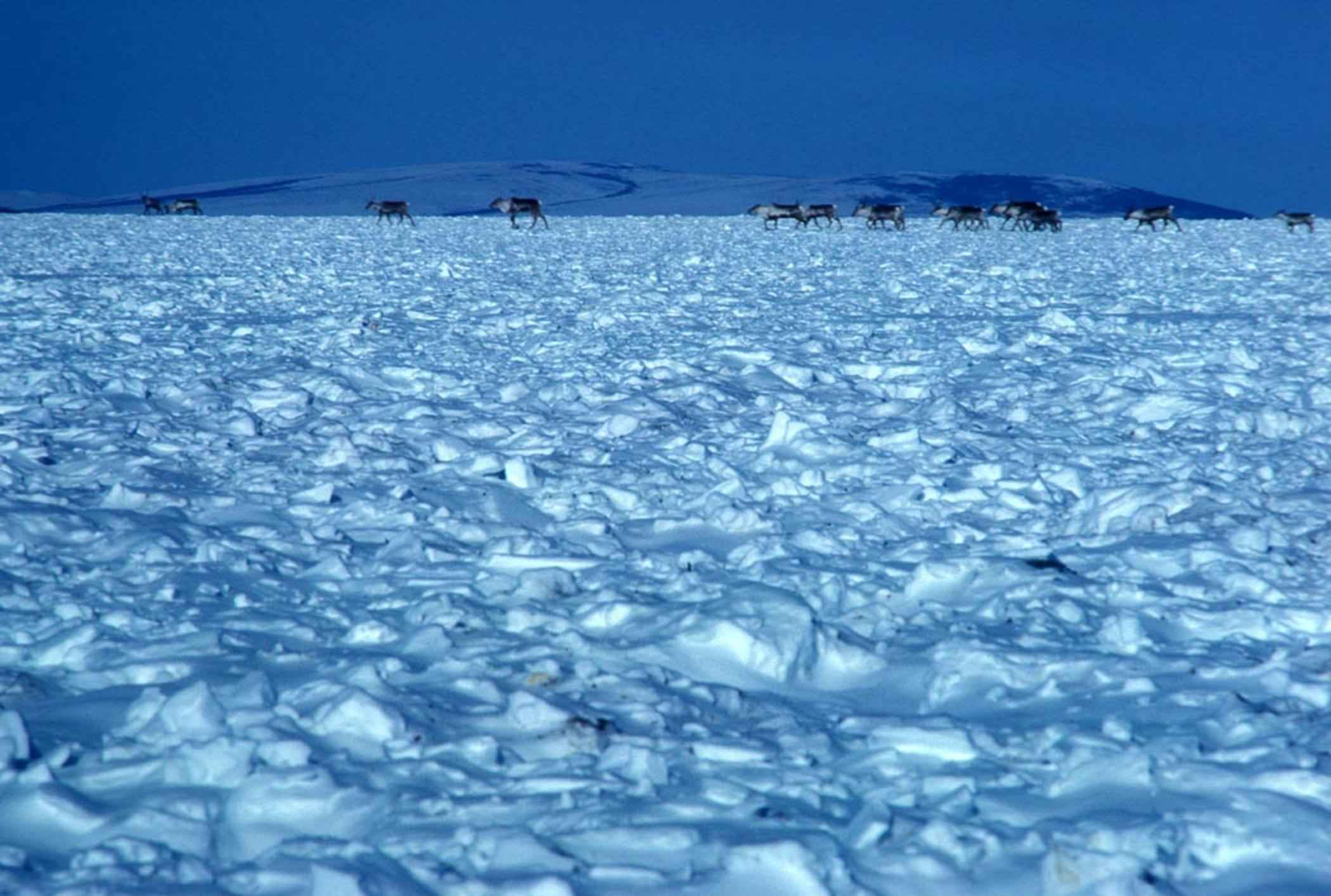
A fagyott tundrán vándorló csorda

## Fordítás
- Ez a szócikk részben vagy egészben  a   Barren-ground caribou című angol Wikipédia-szócikk ezen változatának fordításán alapul.  Az eredeti cikk szerkesztőit annak laptörténete sorolja fel. Ez a jelzés csupán a megfogalmazás eredetét és a szerzői jogokat jelzi, nem szolgál a cikkben szereplő információk forrásmegjelöléseként.